# جمال الشرع
جمال الشرع برادر بزرگ‌تر احمد الشرع، رئیس‌جمهور سوریه است.

## اوایل زندگی و تحصیلات
اطلاعات کمی در مورد جمال الشرع وجود دارد، جز اینکه او زمانی در حوزه آموزش فناوری اطلاعات کار می‌کرد و حدود سال ۲۰۱۳ به مصر نقل مکان کرد.

## جنجال‌ها

### مهمان‌سرای المرسومی
اولین حضور عمومی الشرع در ۱۷ آوریل ۲۰۲۵ بود، زمانی که او در کنار وزیر فرهنگ، محمد یاسین صالح، در مهمانخانه شیخ فرحان المرسومی در استان دیرالزور ظاهر شد. این دیدار به دلیل شهرت المرسومی به عنوان یک وفادار سرسخت به شبه‌نظامیان تحت حمایت ایران و دست داشتن ادعایی او در قاچاق مواد مخدر و نقض جدی حقوق بشر علیه مردم محلی، جنجال زیادی به پا کرد. المرسومی به‌طور گسترده به عنوان یک چهره اصلی مرتبط با سپاه پاسداران انقلاب اسلامی در شرق سوریه شناخته می‌شد. او نقش مهمی در جذب جوانان به هنگ ۴۷، یک واحد تحت حمایت ایران، و تحکیم نفوذ تهران بر ساختارهای نظامی و اجتماعی منطقه ایفا کرد. علاوه بر این، طبق گزارش‌ها، المرسومی بر شبکه‌های قاچاق اسلحه و مواد مخدر در مقیاس بزرگ نظارت داشته است که تحت حمایت لشکر چهارم زرهی فعالیت می‌کردند و از روابط نزدیک خود با ماهر اسد بهره می‌بردند.
در ۲۰ آوریل ۲۰۲۵، ریاست‌جمهوری سوریه بیانیه‌ای در مورد جنجال پیرامون گردهمایی در مهمانخانه المرسومی منتشر کرد. در پاسخ به بحث‌های گسترده در مورد حضور چهره‌های دولتی در این رویداد، ریاست جمهوری تصریح کرد که جمال الشرع هیچ مقام یا عنوان رسمی دولتی ندارد و از هیچ امتیاز رسمی برخوردار نیست. نکته قابل توجه این است که این بیانیه هیچ اشاره‌ای به صالح نکرد و منحصراً بر روشن شدن این نکته تمرکز داشت که جمال الشرع هیچ مقام رسمی دولتی ندارد و به عنوان یک شهروند عادی که توسط برگزارکنندگان دعوت شده بود، به صورت شخصی در این رویداد شرکت کرد.